# 戈羅季謝 (桑博爾區)
49°28′7″N 23°19′38″E / 49.46861°N 23.32722°E
戈羅季謝（烏克蘭語：Городище），是烏克蘭西部的村莊，隸屬利維夫州的桑比爾區。該村面積12.77平方公里，海拔高度296米，2001年人口509，人口密度每平方公里39.85人。